# Bartlett (Tennessee)
|  | Dieser Artikel wurde aufgrund von inhaltlichen Mängeln auf der Qualitätssicherungsseite des Projektes USA eingetragen. Hilf mit, die Qualität dieses Artikels auf ein akzeptables Niveau zu bringen, und beteilige dich an der Diskussion! Eine nähere Beschreibung der zu behebenden Mängel fehlt. |

Bartlett ist eine Stadt im US-Bundesstaat Tennessee und eine Vorstadt von Memphis. Das U.S. Census Bureau hat bei der Volkszählung 2020 eine Einwohnerzahl von 57.786 ermittelt.

## Geschichte
1829 wurde die Gegend erstmals von weißen Farmern besiedelt und Union Depot and Green Bottom genannt. 1866 gründeten die noch weniger als hundert Einwohner die eigenständige Gemeinde Bartlett, benannt nach dem Plantagenbesitzer Gabriel M. Bartlett. Bis 1960 war Bartlett ein kleines und unbedeutendes Dorf, mit 508 Einwohnern im selben Jahr.

## Demographie
1960 gab es lediglich 508 Einwohner. Bartlett erlebte ein großes Bevölkerungswachstum in den 1970er und 1980er Jahren durch Zuzüge und Eingemeindungen. Daher lebten im Jahr 2000 bereits 40.543 Menschen in Bartlett. Im Jahr 2010 zählte man 54.613 Einwohner, das entspricht einem Wachstum von fast 35 Prozent innerhalb von 10 Jahren. Nach einer Schätzung des United States Census Bureau setzt sich das Wachstum auf niedrigerem Niveau fort.